# 梅里尼
梅里尼（法語：Mérignies，法語發音：[meʁiɲi]）是法国上法蘭西大區北部省的一个市镇，属于里尔区。

## 地理
梅里尼（50°30'20"N, 3°6'36"E）面积8.61 平方千米，位于法国上法蘭西大區北部省，该省份为法国最北部的省份及最长的省份，西北濒北海，西接加来海峡省，南至埃纳省和索姆省，东与比利时接壤。
与梅里尼接壤的市镇（或旧市镇、城区）包括：蓬塔马克、佩韦勒地区唐普勒沃、图尔米尼、阿沃兰、贝尔塞、佩韦勒地区卡佩勒、埃讷沃兰、佩韦勒地区蒙斯。

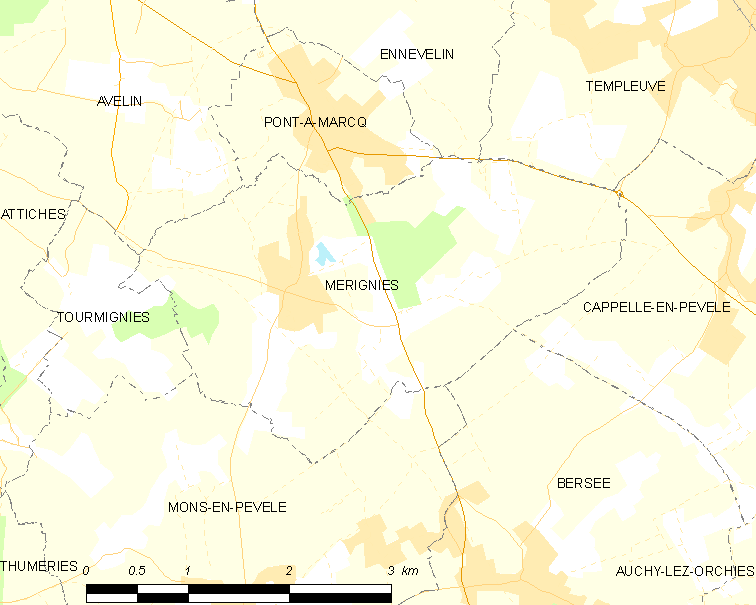
梅里尼的OSM定位图

梅里尼的时区为UTC+01:00、UTC+02:00（夏令时）。

## 行政
梅里尼的邮政编码为59710，INSEE市镇编码为59398。

## 政治
梅里尼所属的省级选区为佩韦勒地区唐普勒沃县。

## 人口

1962-2008年间梅里尼人口变化图示

梅里尼于2022年1月1日时的人口数量为3476人。